# Železný Brod
Železný Brod är en stad i Tjeckien.   Den ligger i regionen Liberec, i den norra delen av landet, 90 km nordost om huvudstaden Prag. Železný Brod ligger 282 meter över havet och antalet invånare är 6 442.
Terrängen runt Železný Brod är huvudsakligen lite kuperad. Železný Brod ligger nere i en dal. Runt Železný Brod är det ganska tätbefolkat, med 96 invånare per kvadratkilometer. Närmaste större samhälle är Jablonec nad Nisou, 10,8 km nordväst om Železný Brod. Omgivningarna runt Železný Brod är en mosaik av jordbruksmark och naturlig växtlighet.